# Gebräch
Das Gebräch oder Gebreche ist ein Begriff aus der Jägersprache, der die Nahrungsaufnahme durch Schwarzwild bezeichnet, wenn es nach Fressbarem im Boden wühlt.  Die Sauen stehen im Gebräch, wenn sie mit dem Gebrech den Boden nach Würmern, Eicheln oder anderem Fraß aufwühlen.